# Tachymètre

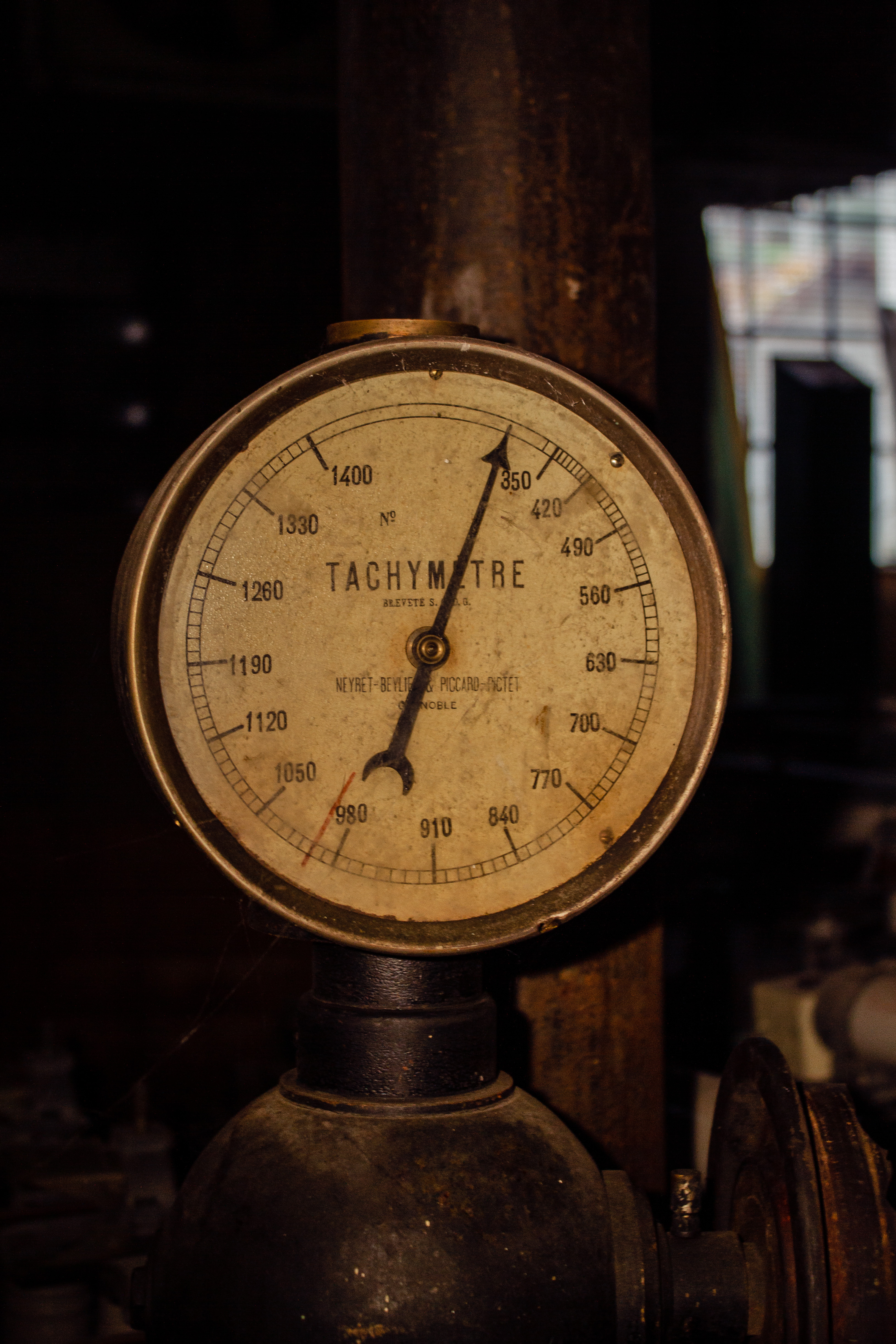
Ancien tachymètre pour application industrielle.

Un tachymètre (du grec ancien ταχύς / takhýs = rapide) est un instrument de mesure permettant de déterminer la vitesse de déplacement d'un objet en mouvement. Le capteur peut être mécanique, optique ou à courants de Foucault, ou bien consister en un système de conversion du temps et de la distance, sur certaines montres.

## Compte-tours
Le compte-tours est un tachymètre permettant d’indiquer la vitesse de rotation d'un mobile, comme une poulie, un arbre de ventilation ou de moteur. On le trouve couramment dans l'industrie et les transports, où il permet un contrôle et une surveillance des machines rotatives.

## Horlogerie

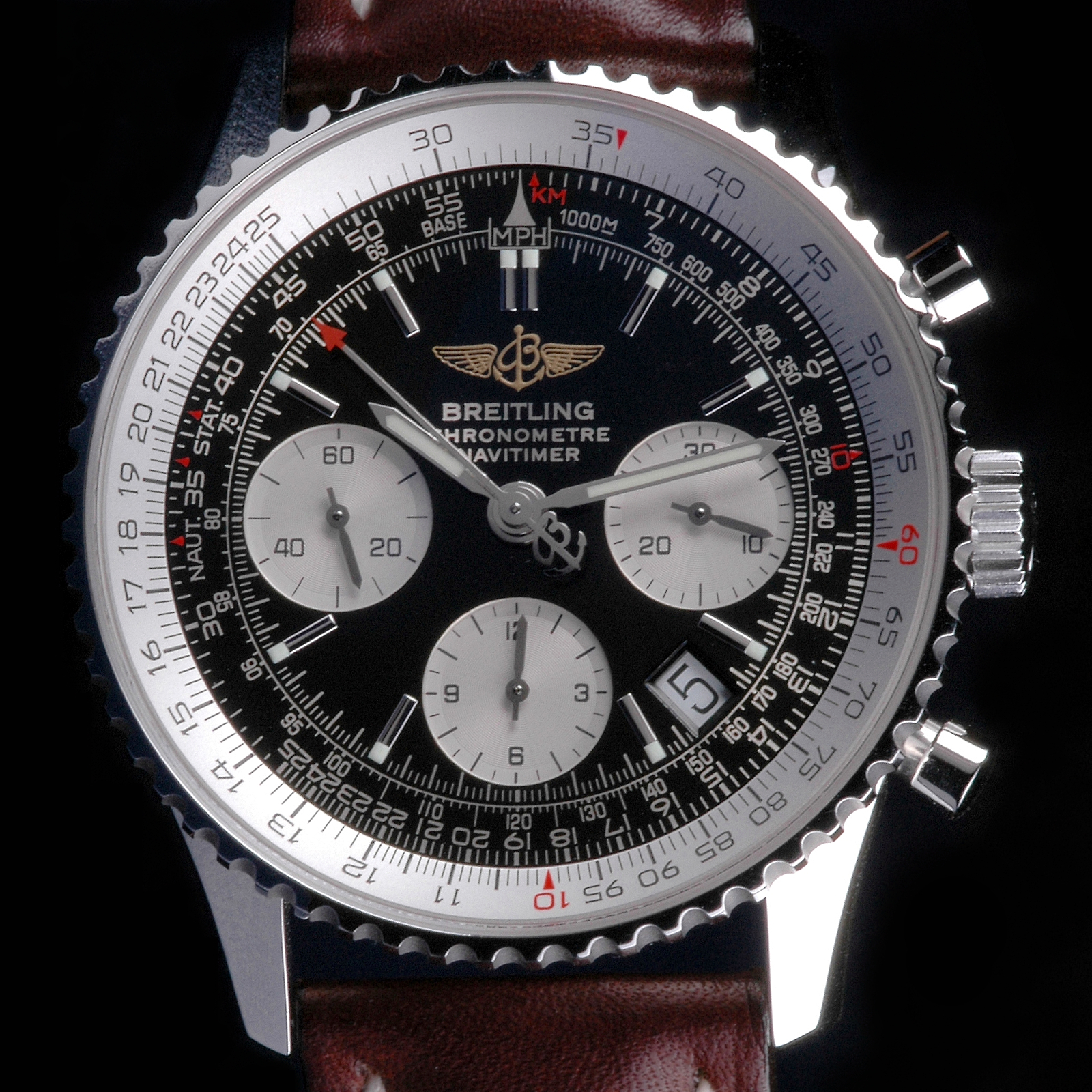
Tachymètre sur une montre Breitling. Il s'agit du disque gradué dans le sens antihoraire (sens trigonométrique) à partir de 65, indiquant 69 unités par heure.

En horlogerie, on appelle « tachymètre » le cadran gradué permettant de déterminer une vitesse moyenne à partir du temps mis à parcourir une distance donnée (en général 1 000 mètres), sur certaines montres.
Pour mesurer la vitesse avec un tel tachymètre, démarrer le chronographe à un certain marqueur de distance (par exemple une borne routière). Au marqueur de distance suivant, le point indiqué par l'aiguille des secondes sur le tachymètre correspond à la vitesse moyenne entre les deux marqueurs (en « distance entre les marqueurs » par heure)
Un tachymètre standard permettra seulement de déterminer des vitesses supérieures à 60 unités par heure, selon cette technique. Des vitesses plus lentes peuvent être mesurées en diminuant l'unité de mesure. Parfois, une fonction tachymètre est programmée dans certaines montres à affichage numérique.
La vitesse d'un objet est définie par l'équation :
{\displaystyle \mathrm {vitesse} ={\frac {\mathrm {distance} }{\mathrm {temps} }}}
L'échelle du tachymètre donne la fonction :
{\displaystyle {\text{Cadran du tachymetre}}={\frac {3\;600}{\text{Temps ecoule}}}}
La graduation du tachymètre est donc inversement proportionnelle au temps écoulé. L'échelle est donc généralement fiable seulement pour des temps écoulés supérieurs à 7 secondes. 
Certains tachymètres sont placés sur un disque rotatif indexé. Cela permet deux utilisations supplémentaires : le tachymètre peut ainsi être aligné avec une seconde trotteuse libre et, plus subtilement, il peut être utilisé pour calculer la vitesse moyenne sur de longues durées. Placer le cadran rotatif en face de l'aiguille des minutes et noter le kilométrage. Regarder le tachymètre 60 unités de distance plus tard et la vitesse moyenne sera indiquée. Quelques opérations mathématiques simples permettent de calculer des moyennes intermédiaires, par exemple en divisant par quatre la valeur lue pour 15 unités de distance.

### Mesures de distance
Le tachymètre peut également être utilisé pour mesurer la distance en chronométrant le parcours sur une certaine distance à vitesse constante (Distance = Vitesse × Temps). Le tachymètre est tourné pour être aligné avec l'aiguille des secondes au départ du parcours à mesurer. Lorsque l'aiguille des secondes atteint le point où le tachymètre indique une mesure égale à la vitesse du véhicule, une unité de distance a été parcourue (1 kilomètre si la vitesse est mesurée en kilomètres par heure, 1 mile si elle l'est en miles par heure, etc.).

## Caméras
Un tachymètre est également utilisé sur les caméras à pellicule pour mesurer la vitesse de défilement du film en nombre d'images par seconde.